# Кристин Нестлінґер
Кристіне Не́стлінґер (13 жовтня 1936 року, Відень, Австрія — 28 червня 2018 р., Відень, Австрія) — австрійська дитяча письменниця. Авторка більш ніж сотні книг для дітей та підлітків, лауреат багатьох премій. Книжки Нестлінґер перекладені 38 мовами, у тому числі й українською.

## Життєпис
Крістіне Нестлінгер закінчила середню школу з гуманітарним ухилом, потім вчилася у Віденській Академії мистецтв. У юності Крістіне Нестлінгер не думала про письменницьку кар'єру, вона займалася графікою та ілюструвала книжки для дорослих. Потім графіку довелося відкласти: треба було дбати про маленьких дочок Крістіану і Барбару.
Кристина стала малювати для них серію картинок про Фредеріку, неслухняну дівчину з червоними, як сік малини, волоссям і вигадувати про неї кумедні історії. Коли доньки підросли, на кухні поставили друкарську машинку: Кристіне хотіла записати все, що вона вигадує.
Так 1970 року виникла книга «Рудоволоса Фредеріка». Нестлінгер принесла її до видавництва разом з ілюстраціями. Книгу відразу опублікували, але оформляв її інший художник, видавцям не сподобалися картинки. За «Фредеріку» письменниця отримала приз Фрідріха Бедекера.
Після другої книги Нестлінгер вирішила всерйоз зайнятися літературою. Дочки ходили до школи, а вона писала, намагаючись проводити за роботою не менше десяти годин на день.
Діапазон її творчості надзвичайно широкий: вірші, оповідання для найменших, пародії на комікси, детективи, фантастичні повісті, літературні казки. Герої книг Кристини Нестлінгер — звичайні сучасні діти. Вони живуть не в ізольованому літературному світі, а по сусідству з нами, і, якщо постаратися, їх напевно можна зустріти.
У персонажах Нестлінгер читачі впізнають самих себе: недосконалих, які помиляються, шукачів виходу, що живуть нормальним життям з радощами і негараздами. Її герої часто бувають товстими, противними, нахабними і боязкими. Діти можуть жахливо розлютитися, почати грубити і хуліганити. Але це тому, що «життя стає все поганішим», як каже Софі, героїня книги «Мене називають мурахоїдом».
Письменниця вважає, що в непослуху дітей найбільше винні дорослі. Вона розповідає не лише про дітей, а й про їх нервових матерів, безпорадних вчителів і про їхніх батьків, які завжди зайняті роботою. Найбільше їй не до душі дорослі, які забули своє дитинство, домашні тирани.
Нестлінгер згадує, що була «неорганізованою і буйною дитиною», викидала книги для зразкових дівчаток і вигадувала свої власні історії про Конрада, дитину з консервної банки. Або про Хюго — дитину, яка ніяк не хотіла ставати дорослою.
Вона — лауреат більш ніж 30 літературних премій, серед них — Медаль Ганса Крістіана Андерсена. 2003 року Нестлінгер стала першим лауреатом премії пам'яті Астрід Ліндгрен.

## Інтерв'ю
- Крістіне НЕСТЛІНГЕР: «Уміння читати й мислити — тісно взаємопов'язані» [Архівовано 11 липня 2012 у Wayback Machine.](«День», 27 червня 2012 р.)